# 黑山扈天主教建筑

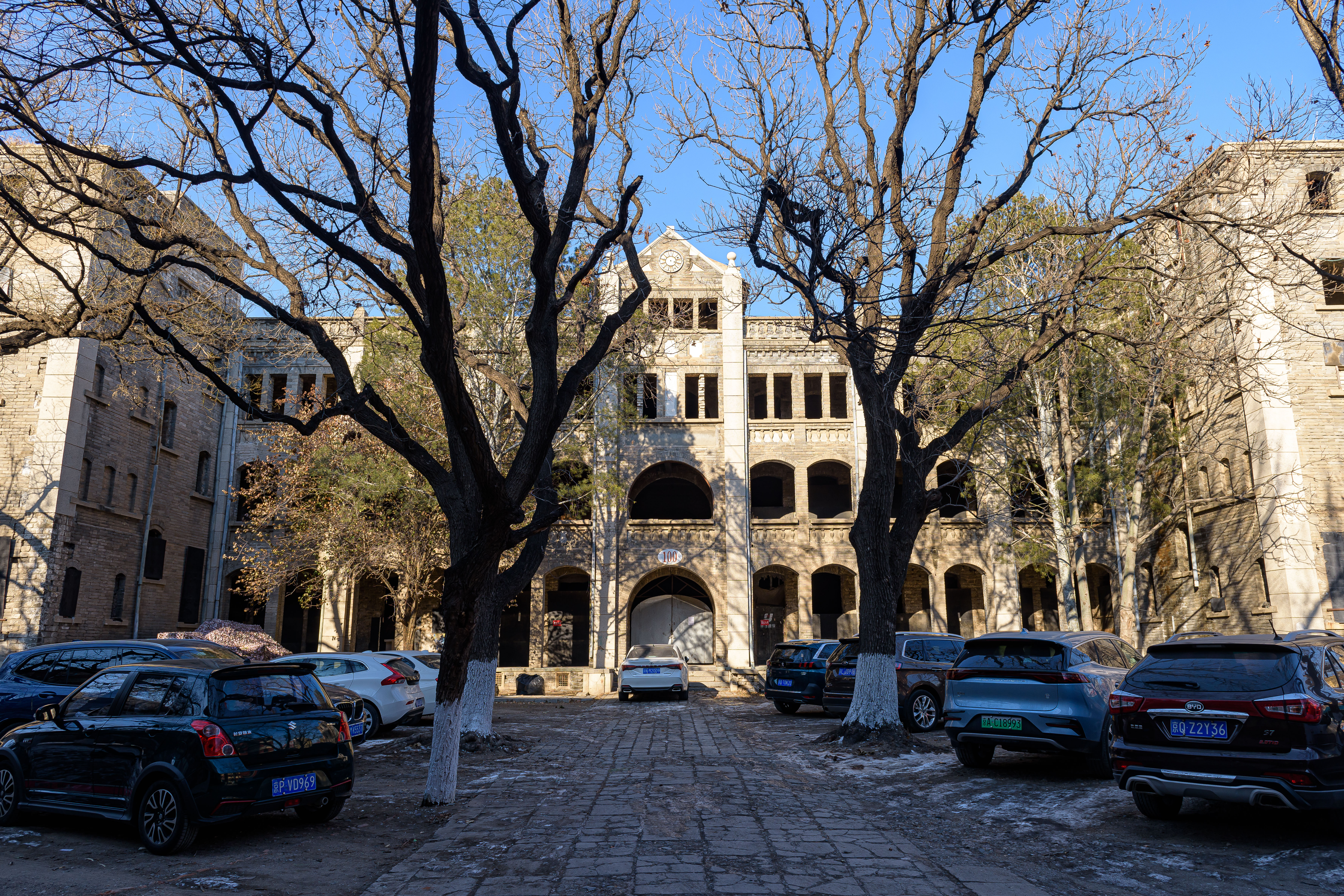
上义师范学校黑山扈校区旧址（2024年1月）

黑山扈天主教建筑，位于北京市海淀区黑山扈，1920年代由天主教会创建。

## 历史
百望山原名望儿山，百望山所在地叫黑山扈。黑山扈天主教建筑主要包括圣母疗养院、圣若瑟楼等。圣母疗养院位于今百望山森林公园内西南，百望山顶峰的西南方向，建在山上。圣若瑟楼是原来的上义师范学校校址，位于今百望山森林公园以外的东南方向，今为黑山扈17号院（中国人民解放军第三〇九医院家属院）100号楼，建在山下。圣若瑟楼位于圣母疗养院以东。

### 兴建
20世纪初，天主教中国教省希望为疲劳和退休的老年兄弟建设一所可提供多种服务的疗养院。并且至少可被用作年轻修士的学习场所，以便解决他们在马尾沟栅栏修院一住十多年、无其他地方可去的不便之处。1917年，由于辛亥革命后满族人经济地位下降，一位居住在北京西郊黑山扈的满族人没有能力继续保住包括一处墓地和房屋在内的家产，想尽快脱手。他的邻居是栅栏修院的一位施主，将该消息告知教会，教会以教省会长C. F. Marie Nizier的名义，用总价500元买下了这块地产。此后教会又买下了裸露的山顶部分土地，加上山脚的平地，总面积达到60公顷，其中山下平地约占1/10。当时山顶裸露，山的其余部分被树木覆盖。教会在山上规划兴建了一条约两公里长的道路，筑路工人是天主教献县教区青年教徒的父母及兄弟，这些人在1919年水灾后被迫离开家乡农村谋生。此外为抵御经常性的暴雨，教会还修建了许多排水工程，并长期在山上植树造林。因为找不到标有此地的地图，也不懂当地人的命名，所以教会人士为这里起了个俗名叫“大碗”，因为山沟围绕着教会最早购置的山顶部分土地，形似一个“大碗”。:Le Chapitre 7
此后，教会在山下平地开辟果蔬园，种植核桃、桃、李子、苹果、梨、大枣，并开展作物嫁接。后来又开辟了大规模的葡萄园。:Le Chapitre 7由此发展为如今的北京龙徽酿酒有限公司。
1920年，教会在山顶建成了作为神父们住所的建筑。1921年，在靠近山顶处又建了一处宽大的建筑，四周是立柱构成的回廊，东侧还有带护栏的房间，这便是圣母疗养院的主体建筑。1922年起，圣母疗养院开始接收退休神父。1923年，又在西区兴建了许多公寓。周围植树造林，铺设步道，并兴建了圣母山。在低些的地方有口老井，出水正好能满足山上圣母疗养院的日常需要。:Le Chapitre 7
1907年，天主教圣母会在马尾沟石门栅栏修院建立教区学校“中法上义学校”，1918年改制成为完全师范学校。1919年获得中华民国北京政府教育部批准。后来又增设了附属小学（上义小学）。1928年南京国民政府将北京改为北平特别市，本校在政府部门立案的校名成为“北平特别市私立上义师范学校”，学制6年。

因校舍不敷使用，1925年，上义师范学校在山脚下的黑山扈开始兴建圣若瑟楼。圣若瑟楼与山顶的其他教会建筑直线距离约800米，但互相看不到。和圣母疗养院类似，圣若瑟楼也在两侧建有回廊。1926年起，上义师范学校将圣若瑟楼作为第二校址，见习班和师范后五年的课程都改到圣若瑟楼上课，其他课程仍在栅栏修院上。从1926年到1937年，上义师范学校一直在圣若瑟楼正常运作。:Le Chapitre 7
1926年4月20日，因溃兵们抢劫当地居民，一群妇女儿童难民来到已接近完工的圣若瑟楼寻求庇护。头几天来了两千多人，此后两个月内人数倍增，到6月人数已增至约4000人。难民们带着家里的大车、家畜、家具、粮草前来，挤满圣若瑟楼及周围的工棚。负责监造圣若瑟楼的教区负责人Marie Nizier努力维持秩序，在教会学校及其他慈善机构募款帮助这些难民。贝熙业医生每周来一次，为难民中的病人看病。Francis de Sales兄弟每天做护工数小时。难民们在大门口旁掘了一口水井。又过了三个月后，难民们陆续回家，他们为感谢教会，捐钱购买了一个大钟表，装在圣若瑟楼的门楣上。1927年元旦之际，教会给当地居民送去了约九百份天主教日历。1927年1月7日教会在韩家川举行了慕道大会。:Le Chapitre 7

### 黑山扈事件
1937年7月7日，七七事变发生，抗日战争全面爆发，7月30日日军攻占北平。1937年7月20日，赵侗在其母赵洪文国的支持下，率领24人从国立清华大学起出事先藏匿的武器，分两路秘密离开北平城。次日深夜抵达昌平县白羊城，宣布武装抗日，打响了华北民众抗日的第一枪。8月22日，赵侗率部攻占北平第二模范监狱，救出包括70多名政治犯在内的587人，其中的240人加入赵侗部，并缴获3挺机枪、40多支步枪，部队迅速扩至1000余人。
8月30日凌晨，赵侗部100余人进入山下的圣若瑟楼，枪击击伤校长Francois de Sale神父，随后又占领了山上的圣母休养院。赵侗部有人向传教士们训话，表示教会应当向他们提供武器及金钱以作为抗日之用，并且搜查和寻找武器、财物。8月30日中午，日军进抵山下，赵侗部押走10名外国天主教人士（包括Willems神父即魏伯多，Feely神父，1个法国人，1个新西兰人，3个匈牙利人，2个西班牙人，1个年轻的德国人）作为人质撤进山中。赵侗部的谈判代表随后在当天下午抵达马尾沟的栅栏修院。被扣押的其他人（主要是上义师范学校学生）在8月30日傍晚获释。:Le Chapitre 11
为了保证安全，获释后的上义师范学校学生于8月31日凌晨全体撤到了马尾沟的栅栏修院。
9月1日下午，被赵侗部放出作为谈判代表的法国人Marie-Marcel和中国人Malya-Cyrille抵达栅栏修院。同时，赵侗部带着10名人质从黑山扈休养院及师范学校撤离。谈判代表带领日军及警备队约两百人返回黑山扈休养院及师范学校。当天傍晚，日军撤退。9月2日，赵侗部索要赎金数目29,000英镑。
9月5日，赵侗部三个总队在三星庄村举行全军军人大会，重新任命了军政委员会委员及各级领导，正式确定部队名称为“国民抗日军”，并确定了部队的标志。同日，国民抗日军释放4名人质（1名神父和3名兄弟，分别是R.P.James Francis Feely, Marie-Prudent, Leo-Ceferino, René-Joseph），没有要赎金。这是应中国兄弟Malya-Cyrille的恳求，他写了封信给赵侗部，希望先释放那些健康状况不良的人质。:Le Chapitre 11
9月8日，赵侗率国民抗日军来到黑山扈，并亲自率一总队开入天门沟的法国教堂，对日军发动黑山扈战斗，这是国民抗日军首次与日军正面作战。排长苏家顺（原国民革命军第二十九军副连长）用轻机枪击落日军飞机一架，飞机坠毁在清河的农田中，这是抗日战争全面爆发后中方击落的首架日本飞机。9月8日傍晚，国民抗日军带着6名人质西撤。9月16日释放3名人质（Edmond-Etienne, Otto-Raphal, R.P.Pierre Willems即魏伯多）。9月18日，国民抗日军邀请人质参加了九一八事变6周年纪念活动。10月16日释放了最后3名人质（F. Faustus, José Vicente, Leon Xavier）。
10月初，日军在妙峰山派出一个旅团兵力，携十多辆坦克和十多架飞机围剿国民抗日军，日军伤亡惨重，国民抗日军安全突围，在离开妙峰山时该军已发展到1500人的规模。12月25日，国民抗日军在河北省阜平县改编为八路军晋察冀军区第五支队。

### 废弃
从1937年8月31日凌晨上义师范学校全体学生撤至栅栏修院后，上义师范学校在黑山扈11年的办学历史便告结束。教会也不再在圣母修养院举办年度疗养。黑山扈的全部教产由留下的三个中国人与魏伯多神父看守，一直到抗日战争结束。:Le Chapitre 11魏伯多神父就是圣母山后面墓碑的主人。
1939年，上义师范学校更名为上义中学。1952年，成达中学（1914年徐树铮创建）与上义中学合并为北京市第三十八中学，校址设在成达中学校址阜成门内王府仓。1958年迁到北京西郊八里庄，更名为北京市第四十二中学。后来北京市第四十二中学归属北京师范学院附属中学。1992年改称首都师范大学附属中学。

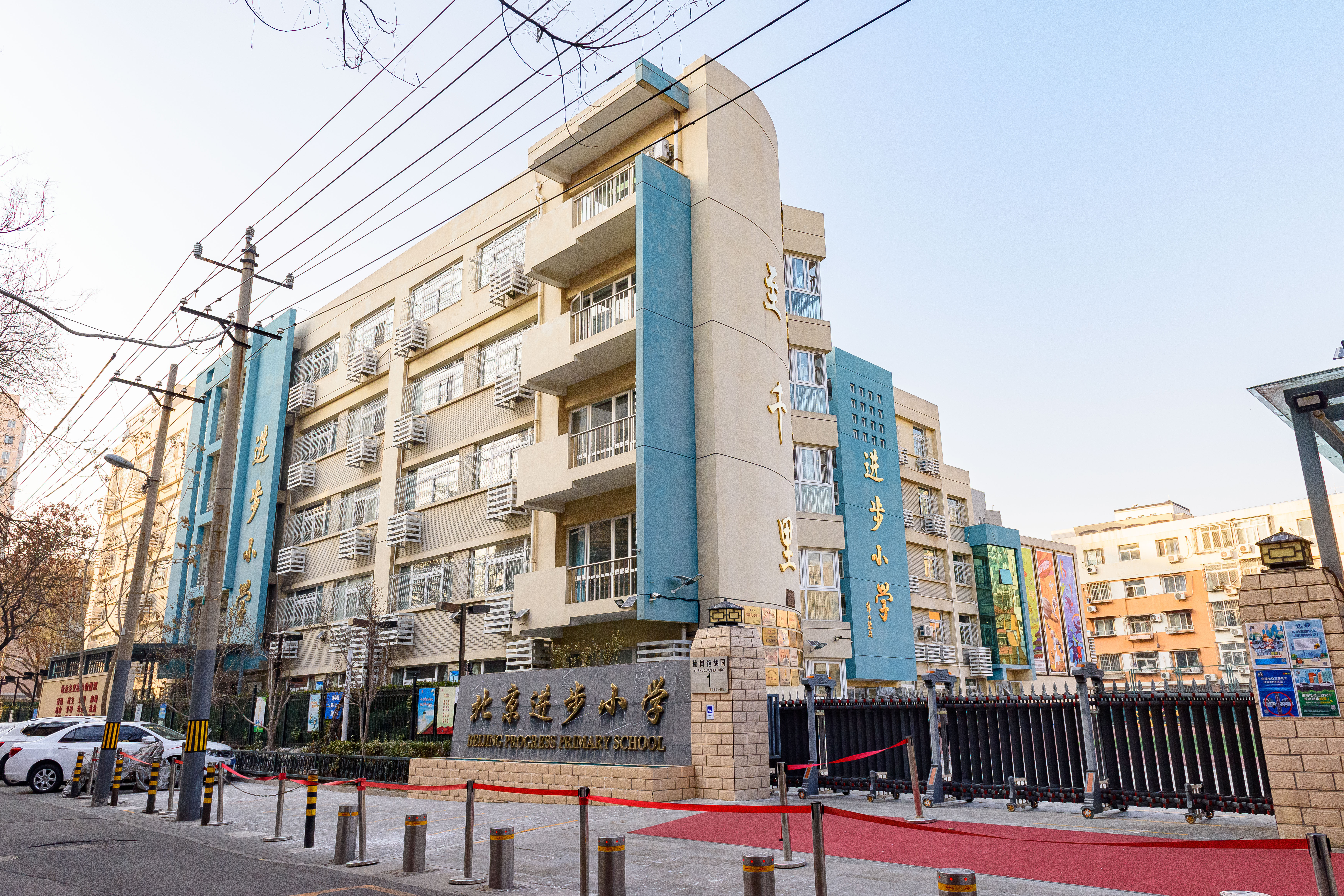
进步小学的前身可追溯至上义学校

1951年，上义小学由北京市教育局接管，改名为“马尾沟小学”。1954年，马尾沟小学迁到车公庄大街以北，后来又更名为北京市西城区进步巷小学。2003年7月，位于西直门地区的西外大街小学、北礼士路二小、新兴中巷小学、进步巷小学、展新小学合并成为北京市西城区进步小学。
中华人民共和国成立后，法国传教士回国。教区建筑收归国家所有，先由治疗肺结核的黑山扈疗养院使用，后来黑山扈疗养院迁至八大处改成工人疗养院，这里改由中国人民解放军第三〇九医院使用。圣若瑟楼及圣母疗养院的建筑都属于中国人民解放军第三〇九医院所有。

## 建筑

### 圣若瑟楼
圣若瑟楼位于山脚下的平地，外墙为青砖，顶层为木质结构，建筑风格为欧洲式样。据说圣若瑟楼部分墙砖取自圆明园遗址。圣若瑟楼坐北朝南，中央为四层的主楼，主楼东西为三层带阁楼的翼楼，主楼和翼楼平面构成了一个十字。主楼正立面（南立面）三层两个窗户之间正中有一块纵向的汉白玉石匾，从上到下刻有“上义师范学校”六字，石匾上方横有三块四角内缺的方形汉白玉石匾，内各有一花体字母。主楼正立面顶部三角山花内安装有一块大钟表。在两个翼楼南侧中间，分别接有附楼。圣若瑟楼有东门、西门、南门，南门为正门。
圣若瑟楼在黑山扈17号院（中国人民解放军第三〇九医院家属院）中被编为100号楼。中国人民解放军第三〇九医院的一些科室曾占用此楼。到2010年代，圣若瑟楼已被彻底废弃，门窗全无，一、二层的门窗大多被木板封闭。顶层原先的阁楼已无存。原先圣若瑟楼前是开阔地，中华人民共和国时期在楼前兴建了居民楼。如今圣若瑟楼周围都是居民楼。
2012年1月，海淀区文化委员会在圣若瑟楼东门右侧墙上挂“北京市海淀区文物普查登记项目”牌，名称为“309医院天主堂”（实际上是错误名称，因为圣若瑟楼是上义师范学校校址，并非教堂）。2014年，圣若瑟楼以“309医院天主堂”之名被定为北京市海淀区文物保护单位。2021年8月19日，以“上义师范学校黑山扈校区旧址”之名，公布为第九批北京市文物保护单位。
圣若瑟楼曾做过《甲方乙方》（1997年电影）、《亮剑》（2005年电视连续剧）的外景地。其中在电影《甲方乙方》里，英达饰演一个梦想成为巴顿将军的人，圣若瑟楼是他的指挥所，指挥所热火朝天的景象就是在圣若瑟楼门前拍摄，作战会议在圣若瑟楼阁楼拍摄，葛优、刘蓓、何冰在圣若瑟楼阁楼外的走廊上演出了作战会议结束后的聊天戏。在这里取外景，是因为剧组中傅彪的父母住在该家属院里，傅彪从小就在该家属院长大。当时圣若瑟楼（100号楼）已不再被中国人民解放军第三〇九医院的科室使用。在电视连续剧《亮剑》中，圣若瑟楼被当作李幼斌饰演的主角李云龙在淮海战役负伤后的医院外景地。
2023年秋，北京市文物局、海淀区文化和旅游局与解放军总医院第八医学中心共同签订《上义师范学校黑山扈校区旧址（圣若瑟楼）保护利用军地合作备忘录》，上义师范学校黑山扈校区旧址的修缮工作随之启动。截至2025年1月，圣若瑟楼四周已被围挡围住。

### 圣母休养院
圣母休养院因属法国天主教圣母会，所以俗称“法国楼”、“法国教堂”。又因为曾有多国传教士在此服侍，所以又俗称“九国教堂”。
中华人民共和国改革开放后，圣母休养院曾在20世纪末至21世纪初先后做过中国人民解放军第三〇九医院的戒毒所和招待所。到2010年代，圣母休养院也已被废弃，但截至2024年9月仍未移交地方。

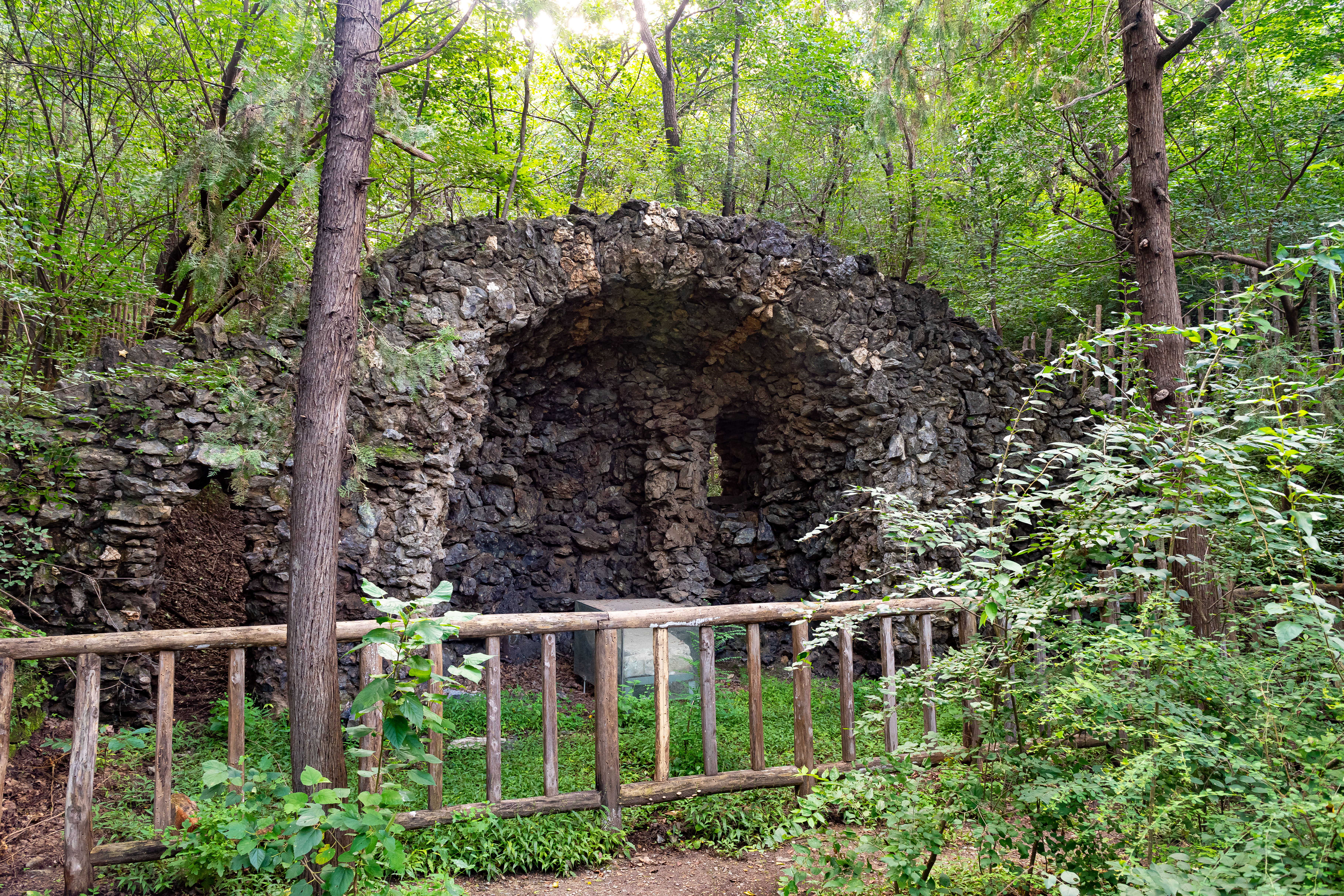
圣母山遗迹（2024年9月摄）

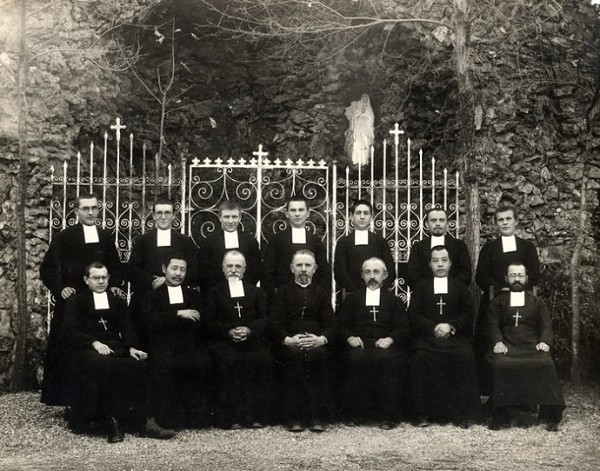
1934年神职人员在圣母山前的合影

从圣母休养院下山的路旁有圣母山遗址。圣母山的山形依然完整，只是其中已没有圣母像。圣母山后面有一块倒在地上的墓碑，是文革期间被推倒弃置。该墓碑为《魏司铎之墓》，是荷兰传教士魏伯多（Piet Willems，1877年—1947年）的墓碑。魏伯多神父是荷兰迈耶尔（Meijel，又作Meyel）人，1912年到1947年在中国当传教士，1912年12月在保定荣膺铎品，曾在保定南关、四各庄、高家庄、程六市、南宋村等处任职。1931年开始在北平黑山扈圣母会担任神父。1937年经历了上文提到的“黑山扈事件”。1947年8月26日在北平逝世。墓碑用中文、法文镌刻，碑身正面上方为法文碑文，下方为竖写的中文碑文（碑文中对其生平的一些记载有误）。上方的法文碑文为：

PIERRE  WILLIENS

AUMONIER

NE  A  MEYEL  HOLLANDE

LE  28 NOVEMBRE  1877

DECEDE  A  HESHANHU

LE  26  AOUT  1947

R.  I.  P.
下方竖写的中文碑文为：

魏司铎之墓

魏公讳囗囗洗名囗囗一八七七年十一月廿八日生於荷兰，自幼弃俗精修，一九一二年十二月八日荣膺铎品，翌年远渉重洋，履我中土，先后傳教於保定南关……一九三一年來平西黑山扈聖母会任初试院驻院神师凡十六載，公性和蔼，奉职勤誡，信德坚实，茹苦如饴，一九四七年春突患重病，惟以年逾古稀，虽经调治，终告不支，遂於同年八月廿六日安逝於本院，享年七十有一岁

公元一九四七年十一月一日    立

2020年5月，这块墓碑被移至圣母山前，并用玻璃罩保护。